# Julián naptár
A julián naptár (vagy Julianus-naptár) Caius Iulius Caesar által – Róma alapítása után 709-ben (Kr. e. 45-ben) – bevezetett naptár, amely a már akkorra csaknem háromezer éve alkalmazott egyiptomi naptáron alapult, ami sokkal pontosabb és egyszerűbb volt más korabeli kalendáriumoknál, így a rómainál is.
Már az ókorban is igény volt arra, hogy az időszámítás legnagyobb egysége, a naptári év olyan hosszú legyen, amennyi az évszakok együttes hossza. A Iulius Caesar idejéig használt naptár ennek a követelménynek nem felelt meg; egyre jobban eltért a Nap járásától. Ez azt eredményezte, hogy például egy eredetileg tavaszi ünnep már nyárra esett. Az eltérés tette szükségessé az időszámítás újbóli és pontosabb szabályozását.

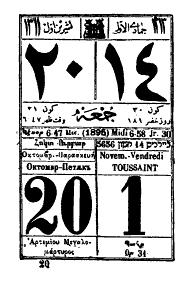
Kozmopolita naptárlap 1896-ból (Szaloniki): az első három sor török, a 4. és az 5. (baloldalt) örmény, az 5. jobbra ladino, a 6. balra görög, a 7. bolgár, a francia a nyugatiak kedvéért szerepel. A jelzett napok a muszlim, a héber, a julián (okt. 20.) és a gregorián (nov. 1.) kalendárium szerint szerepelnek

1582-ben XIII. Gergely pápa Inter gravissimas bullája után a julián-naptárról áttértek a Gergely-naptárra Spanyolországban, Itáliában, Franciaországban, Lengyelországban, Portugáliában és a Savoyai Hercegségben is. Nagy-Britannia és a protestáns országok azonban csak a 18. században fogadták el a Gergely-naptárt, az ortodox hagyományokkal rendelkező országok pedig csak a 20. század elejétől tértek át.

## Áttekintés
Julius Caesar Kr. e. 45-ben elrendelt naptárreformjának két eleme volt. Annak érdekében, hogy a felgyülemlett naptári „késést” helyrehozzák, a 44. esztendőt meghosszabbította, illetve a helyreállt rend megőrzésére pontosította az addigi tökéletlen számítási módot. A naptár az alexandriai görög csillagász, Szoszigenész segítségével készült, és célja a keringési idő szerinti év (melyet Hipparkhosz állapított meg) közelítése volt. Szoszigenész a római időszámítás szerinti 709. év március 21-ére határozta meg a nap-éj egyenlőség napját, de az év kezdete március 1. maradt.
Az új számítás már elég jól megközelítette az év valós hosszát, de 128 évenként mégis okozott egy napnyi eltérést. A lassú csúszás egyre nagyobb gondot okozott az egyházi ünnepek kapcsán, ezért került sor a XVI. században a Gergely-naptár vagy gregorián naptár bevezetésére. A katolikus országok gyorsabban, a protestánsok lassabban vették át az új számítási módot, egyes ortodox államok csak a XX. században fogadták el.
Az ortodox egyházak egy része egyházi naptárként mind a mai napig a Juliánus-naptárat használja, más része időközben áttért a Gergely-naptárral szinte azonos, új Julianus-naptárra. Például ezért ünneplik a gregorián naptártól eltérő napon a karácsonyt a julián naptárnál maradt ortodox egyházak.

## A római naptártól a julián naptárig
A rómaiak eredetileg egy 10 hónapos, a Hold járásán alapuló naptárt használtak, amelyben minden hónap 29 vagy 30 napos volt. Az év így 295 napból állt. E régi naptár emlékét őrzik a latin számnévből képzett hónap-nevek: september – 7; october – 8; november – 9; december – 10; az esztendő első hava a március volt.
A tropikus évben (vagy napévben) természetesen jóval több napból áll egy esztendő, és számunkra szokatlanul hangzik, hogy egy év napjainak száma ne essen közel a 365-höz. A nagy eltérés azért lehetséges, mert a rómaiak ekkoriban a két téli hónapot, mivel mezőgazdaságilag hasztalanok voltak, nem tartották fontosnak számon tartani.
Később Numa Pompilius király az i. e. 7. században bevezette a 11. és 12. hónapot is, a „10. hónap” és a korábbi számítási rendszer szerinti első hónap, a március közé. Így az év már 355 napos lett. A tropikus évhez képest még így is fennmarad 10 nap különbség. A hiányt úgy korrigálták, hogy kétévenként február 23. és 24. között betoldottak még egy hónapot. A korrekció elrendelése a mindenkori hatalom joga volt, amiből sajnos rengeteg visszaélés, ti. a konzulok megbízásának meghosszabbítását az év meghosszabbításának árán is előszeretettel eszközölték ki.
E rendszer a Kr. e. 1. században már teljességgel tarthatatlannak bizonyult, amit tehát mindenképpen modernizálni kellett.
Julius Caesar tehát Szoszigenész alexandriai csillagász javaslatai alapján két fontos intézkedést tett. Egyrészt elrendelte, hogy a naptárreform évébe be kell toldani azt a 90 napot, mely hiányzik ahhoz, hogy az esztendő kezdőnapja az a nap legyen, és maradjon is a jövőben, mely valaha volt. Ezt a 445 naposra duzzadt évet nevezték később összezavart évnek (annus confusus). Másrészt elrendelte, hogy az esztendők hossza ezután 365 nap, de minden negyedik évben egy napot még be kell iktatni, mégpedig a március 1. előtti 6. nap után. E nap latin neve sextus Kalendas martias, tehát ezt kellett kétszer (latinul: bis) számolni, ezért lett a 366 napos szökőév neve bissextilis, azaz „kétszerhatos”.
Mindebből az következik, hogy a julián naptárban az év átlagosan 365,25 napból áll, ami már elég jól megközelíti a tropikus év hosszát, ami 365,242198 napot tesz ki. Az eltérés évente mindössze kb. 11 perc, amit a császár jelentéktelennek talált. Valójában azonban ez az eltérés 128 év alatt már kitesz egy egész napot (ezért vezetik majd be a Gergely-naptárt). Caesar megörökítette saját (törzse) nevét azzal, hogy a Quintilis hónapot (melynek eredeti jelentése „5. hónap”) Iuliusnak nevezte el.
Az első szökőnapot a J.E. 3. évébe iktatták be. A saját időszámításának első évében J.E. 1. évében Caesart meggyilkolták, így a végrehajtásba hiba csúszott. AUC.745-ig /J.E.36/ 12 szökőévet iktattak be, 3 évenként. Augustus J.E.37-J.E. 51-ig nem iktatott be szökőévet (kihagyta a már beiktatott 3-at) amíg (AUC.762) J.E. 53-ban újból március 21. lett a nap-éj egyenlőség dátuma. Ettől kezdve minden 4. év a szökő év.
Augustus császár nem volt elégedett az új naptárral. Úgy érezte, hogy a július hónap utáni Sextilis (vagy „hatodik”) hónapot át kellene keresztelni Augustusra. Ezt meg is tette. A Sextilis hónap azonban csak 30 napos volt, eggyel kevesebb, mint a Iulius hónap; ez így nyilvánvalóan tarthatatlan volt, de a császár helyretette a dolgokat úgy, hogy „ennek már úgyis mindegy” alapon elvett egy napot a februárból, és az Augustus hónaphoz toldotta. Augustus császár naptárreformja jól példázza a politikai reform fogalmát is. A reform sikeres volt, mivel még ma is így használjuk ezeket a hónapokat.
Érdekesség, hogy az átnevezés szokását további uralkodók is folytatták, bár reformjaik, úgy tűnik, nem élték túl alkotójukat. Caligula a „Hetedik hónapot”, a Septembert Germanicusra keresztelte; Néró szerint az Aprilisra jobb szó a Neroneus, a Maiusra pedig a Claudius, sőt, a Iuniust is átnevezte Germanicusra. Domitianus a Septembert Germanicusra, az Octobert (a „Nyolcadik hónapot”) Domitianusra keresztelte. A Septembert máskor is átnevezték, például Antoniusra vagy Tacitusra. Meg kell hagyni, az új nevek mindig izgalmasabbak voltak. A „Kilencedik hónap” nevű Novembert is átnevezték már, például Faustinára vagy Romanusra.
Commodus egészen különleges uralkodó volt, az összes hónapot átnevezte, az új neveket felvett neveiből merítve, a következőképp (januártól decemberig): Amazonius, Invictus, Felix, Pius, Lacius, Aelius, Aurelius, Commodus, Augustus, Herculeus, Romanus és Exsuperatorius.
A mai naptárunk még annyiban követi az új Iulius–Augustus-féle naptárt, hogy a szökőnapot hagyományosan továbbra is február 23-a után szokás beiktatni (a Numa Pompilius-féle megoldás emlékére).

## A julián naptár hibája
A julián naptárban rendszeresen négyévenként következtek a szökőévek. Így 365,25 nappal számolt, pedig a valóságban ennél valamivel kevesebb ideig tart egy év, tehát nem 365 nap és 6 óra, hanem 365 nap 5 óra 48 perc és 46 másodperc. A hiányzó 11 perc 14 másodperc ugyan nem nagy idő, de amikor szökőévben eggyel több napot számolunk, már 44 perc 56 másodpercet ráadásként hozzátoldunk a számítandó időhöz. Végső soron tehát a julián naptárban 128 évenként egy felesleges nap keletkezik. Ezt úgy kell érteni, hogy az a Nap–Föld-helyzet, mely mondjuk az egyik évben március 7-ére esik, 128 év múlva már 6-án, újabb 128 év múlva pedig már 5-én előáll.
Ez a szerény, de állandó csúszás az egyházi ünnepek kapcsán jelentett egyre nagyobb gondot. A húsvét ünnepének időpontját ugyanis a niceai zsinaton úgy határozták meg, hogy az a tavaszi nap-éj egyenlőséget követő első holdtölte utáni vasárnapra essen. A tavaszi nap-éj egyenlőség (aequinoctium vernale) időpontja akkoriban március 21-én volt, csakhogy e dátum is lassan csúszott 20-ra, majd 19-re és így tovább. Az évszázadok folyamán közben átalakult az egyházi naptár úgy, hogy a karácsonyi ünnepkör utolsó napja február 2-án volt (Gyertyaszentelő Boldogasszony), miközben hamvazószerda (azaz a nagyböjt kezdete) igen ritkán ugyan, de legkorábbi lehetőségként akár február 4-re is eshet. Ha a húsvét számításánál a nap-éj egyenlőség valós időpontját vették volna figyelembe, akkor ez utóbbi dátum lassan és igen ritkán ugyan, de mégis 3-ra, majd 2-ra is eshetett volna, ami azonban az ünnepek összecsúszása miatt nem volt kívánatos. Ezért továbbra is március 21. volt a húsvét számításánál a kiindulópont, ami így viszont már nem volt a nap-éj egyenlőség napja. E problémára kínált megoldást a Gergely-naptár.

## A hónapok elnevezései
- I. MARTIVS
- II. APRILIVS
- III. MAIVS
- IV. IVNIVS
- V. IVLIVS (QVINTILIVS)
- VI. SEXTILIVS
- VII. SEPTEMBRIVS
- VIII. OCTOBRIVS
- IX. NOVEMBRIVS
- X. DECEMBRIVS
- XI. IANVARIVS
- XII. FEBRVARIVS

## A hónapok hossza
31 naposak voltak, esetleg 1-2 nappal rövidebbek.

## Az évek számozása
Magyarországon az évek számozása a 12. századtól történik a mostani polgári évek szerint. Előtte még a magyarok használták a saját időszámításukat és a bizánci időszámítást is. Így az 1100 előtti adatokat nagyon óvatosan kell kezelnünk. Ami előtte volt, az mind csupán átszámítással történt, és jelentős hibák is vannak az évszámlálás adataiban. Sőt némely krónika egyszerűen átvette a szeleukida éra dátumát.

## AGergely-naptár
A julián naptár bevezetésétől a 16. századig nagyjából 12 napos „túlszámolás” történt, amely a fentebb írt okok miatt egyre indokoltabbá tett egy újabb reformot. Mivel a csúszás leginkább az egyházi időszámításban okozott gondokat, az Egyház igényelte a változtatást. Végül XIII. Gergely pápa 1581 februárjában, azaz a mai átszámolás szerinti 1582 februárjában rendelte el az időszámítás kiigazítását és az új rendszer bevezetését, amit Aloysius Lilius olasz orvos, csillagász dolgozott ki, s Christophorus Clavius német származású jezsuita tudós öntött végleges formába.
Egyrészt úgy döntött, hogy a tavaszi nap-éj egyenlőség időpontját – mely a julián naptár szerint számítva akkoriban március 10-én következett be – vissza kell helyezni március 21-re, ahogyan az a niceai zsinat idejében volt. Ezért úgy rendelkezett, hogy 1582. október 4. után azonnal október 15. következzék, ami azonban nem változtatja meg a hetek napjainak rendjét (tehát 4-e csütörtök, 15-e péntek volt). Az első hónap a január lett.
A másik intézkedéssel csökkentette a szökőnapok számát úgy, hogy a kerek százas évek közül csak 400-zal maradék nélkül oszthatóakat hagyta meg, mint szökőévet (ezért 1700, 1800, 1900 közönséges [365 napos] év volt, de 2000 már – 366 napos – szökőév). Ez a módosítás igazából azt eredményezi, hogy a négyévente a szökőnapokhoz toldott 44 perc 56 másodperces kiegészítések egy évszázad alatt 96 másodperc híján 18 órát tesznek ki. Az évszázad végén az utolsó négy évben keletkező nagyjából 23 és 1/4 órát nem tesszük össze szökőnappá, hanem ellentételezésként részben betudjuk az évszázad során összegyűlt 18 órát, míg 5 és 1/4 órát „átviszünk” a következő évszázadra. 400 év alatt ezekből nagyjából 21 óra többlet áll össze, amit a 400-zal osztható kerek százas évek február 29-éjeként „elhasználunk”.
Ez a rendszer tehát egyszerre igen pontos és a mindennapi gyakorlatban is kitűnően alkalmazható, de időnként mégis alakítani kell. A 400 évenként pluszban számított majdnem 3 órák ugyanis 8 ilyen ciklus alatt felduzzadnak egy szinte egész napra, azaz nagyjából 8 × 400 = 3200 évenként egy szökőnapot ki kell hagyni. Mivel ez a számítási rendszer 1582-ben indult el, erre a szökőnap nélküli szökőévre elsőként valamikor 4800 táján kerülhet sor (például 4784 vagy 4800 [ami a Gergely-naptár szerint is szökőév lenne] közönséges év lesz). Ebben az egyszerű matematikán kívül azt a két tényt is figyelembe kell venni, hogy Föld Nap körüli keringési sebessége nem teljesen állandó, és alig észrevehető mértékben ugyan, de csökken, így hosszú évezredek, évtízezredek, évmilliók múlva a naptári éveknek is hosszabbaknak kell lenniük.
A Gergely-naptár szerinti átlagos év hossza 365,2425 nap, míg a tropikus év értéke 365,242198.
A Gergely-naptárnál csak a Dzsalali-naptár és a maja naptár pontosabb, bár a maja naptár csak bizonyos periódusok átlagában az, mivel az éves naptár önmagában sokkal pontatlanabb. Ennek a pontosságnak azonban már csak elméleti jelentősége van, a mindennapi életet a legkisebb mértékben sem befolyásolja. Mivel tisztában vagyunk a napév hosszával és az extra szökőnapok jelentőségével, azt lehet mondani, hogy a naptárunk tökéletesen pontos, csak nincs olyan természetes ciklus, amivel ezt le lehetne írni.